# Ida Kruse
Ida Kruse (* 26. Dezember 1996 in Münster) ist eine deutsche Ruderin.

## Karriere
Ida Kruse startete 2010 mit dem Rudersport und nahm 2014 als Ersatzfrau an der Junioren-Weltmeisterschaft in Hamburg teil. 2017 startete sie zusammen mit Annemieke Schanze, Tabea Schendekehl und Anna Calina Schanze im Vierer ohne Steuerfrau bei den U23-Weltmeisterschaften. Die vier gewannen die Bronzemedaille hinter den Booten aus den Niederlanden und Rumänien. 
Beim zweiten Ruder-Weltcup der Saison 2018 in Linz/Ottensheim ging sie erneut im Vierer ohne an den Start. Gemeinsam mit Sophie Oksche, Frauke Hacker und Alexandra Höffgen verpasste sie mit dem vierten Platz knapp die Medaillenplätze. In der gleichen Besetzung starteten die vier auch beim dritten Weltcup in Luzern. Dieses Mal schafften sie es nicht sich für das A-Finale zu qualifizieren und belegten den dritten Platz im B-Finale, womit sie den Weltcup auf Platz neun beendeten. Bei den Europameisterschaften schafften sie es wieder in das A-Finale und fuhren dort als sechstes Boot über die Ziellinie. Zur neuen Saison kam Juliane Faralisch für Frauke Hacker in den Vierer ohne Steuerfrau. In der neuen Kombination belegten sie den zweiten Platz im B-Finale und damit den achten Platz beim zweiten Weltcup der Saison 2019 in Posen. Beim dritten Weltcup in Rotterdam kam Isabelle Hübener für Sophie Oksche ins Boot. Mit der neuen Crew ging es noch einen Platz weiter nach hinten. Als dritte des B-Finales im Vierer ohne beendeten sie die Regatta auf dem neunten Platz. Zum Abschluss der Saison starteten die vier auch bei der Weltmeisterschaft im Vierer ohne. Nachdem Hübener, Faralisch, Kruse und Höffgen es verpassten sich für das Halbfinale A/B der Besten 12 Boote zu qualifizieren, belegten sie im C-Finale den vierten Platz und wurden so 16. von 16 gemeldeten Booten.
Nachdem 2020 der Großteil der Saison abgesagt wurde, verpasste sie keine Rennen durch ihre Rippenverletzung und startete im Oktober wieder im Vierer ohne bei den Europameisterschaften. Zusammen mit Sonja Schlosser, Christin Stöhner und Janka Kirstein belegte sie den sechsten Platz im B-Finale. Mit dem 12. Platz wurde das deutsche Boot wieder letztes Boot des Wettbewerbes.

## Internationale Erfolge
- 2017: Bronzemedaille U23-Weltmeisterschaften im Vierer ohne Steuerfrau
- 2018: 6. Platz Europameisterschaften im Vierer ohne
- 2019: 16. Platz Weltmeisterschaften im Vierer ohne
- 2020: 12. Platz Europameisterschaften im Vierer ohne

## Berufsweg
Ida Kruse hat einen Bachelor in Natural Resource Management an der Ohio State University erworben.

## Privates
Ida Kruse stammt aus einer Ruderfamilie. Sie ist die Tochter von Elke Markwort, die im Achter an den Olympischen Spielen 1988 teilnahm. Ihr Vater Birger Kruse und ihre beiden Brüder Ole und Sönke sind in Nachwuchsklassen für Deutschland an den Start gegangen.